# ایگور چودینوف
ایگور چودینوف (روسی: Игорь Витальевич Чудинов؛ زادهٔ ۲۱ اوت ۱۹۶۱) یک سیاست‌مدار اهل قرقیزستان است.وی از دسامبر ۲۰۰۷ تا اکتبر ۲۰۰۹ نخست‌وزیر این کشور بود.